# Sportåret 1899

## Händelser

### Bandy
- Okänt datum – Den första nedtecknade bandymatchen i Frankrike spelas.[1]

### Baseboll
- Brooklyn Superbas vinner National League.[2]

### Fotboll
- 6 mars – TSV 1860 Münchens fotbollssektion bildas.
- 14 maj – Club Nacional de Football grundas efter en sammanslagning av Montevideo Football Union Club och Uruguay Athletic Club.
- 6 augusti – Örgryte IS blir svenska mästare efter finalseger med 4–0 över Göteborgs FF. Matchen spelas på Idrottsplatsen i Göteborg.[3]
- 29 november – FC Barcelona grundas.
- 16 december – AC Milan grundas.

### Friidrott
- Lawrence Brignolia vinner Boston Marathon[4]

### Hästsport
- 4 maj – Vid 25:e Kentucky Derby vinner Fred Taral på Manuel med tiden 2.12.[5]

### Segling
- 20 oktober – Amerikanska Columbia besegrar brittiska Shamrock och vinner America's Cup.[5]

## Födda
- 3 april – David Jack, engelsk fotbollsspelare.
- 24 maj – Suzanne Lenglen, fransk tennisspelare.
- 5 oktober – Marcus Wallenberg, svensk företagsledare och tennisspelare.
- 7 november – Oscar Andréhn (död 1981), svensk boxare.

## Bildade föreningar och klubbar
- 23 april - IFK Malmö[6]
- 1 september - Reymersholms IK[6]

### Fotnoter
1. ↑  ”France” (på engelska). Bandytipset. https://www.oocities.org/~bandytips/English/France.html. Läst 2 september 2011.
2. ↑  ”The 1899 Season” (på engelska). Retrosheet. http://www.retrosheet.org/boxesetc/1899/Y_1899.htm. Läst 19 juli 2015.
3. ↑  Jimmy Lindahl (14 mars 2000). ”Svenska mästare i fotboll 1896–1925”. Bolletinen. http://www.bolletinen.se/sfs/allsvenskan/sm1896.pdf. Läst 10 oktober 2011.
4. ↑  ”Boston Marathon History: 1897-1900”. www.baa.org. Boston: Boston Athletic Association. 2011. Arkiverad från originalet den 10 april 2013. https://web.archive.org/web/20130410224153/http://www.baa.org/races/boston-marathon/boston-marathon-history/race-summaries/1897-1900.aspx. Läst 2 mars 2011.
5. 1 2  ”Chronology of Sports”. Arkiverad från originalet den 4 oktober 2011. https://web.archive.org/web/20111004143035/http://worldtimeline.info/sports/spor1890.htm. Läst 19 juli 2011.
6. 1 2  Martin Alsiö (14 mars 2004). ”De allsvenska klubbarnas födelsedagar”. Bolletinen. http://www.bolletinen.se/sfs/allsvenskan/grundades.pdf. Läst 18 februari 2015.